# Есид рок
Есид рок (енгл. Acid rock) је врста психоделичне музике која је била нарочито популарна од 1966. до 1970. године. Есид рок карактеришу дугачке песме са мало или без текста и музикална имровизација. Музика је често слушана и стварана уз коришћење ЛСД-а, по чему је и добила назив есид рок, од енглеске речи која значи киселина, а жаргонски је коришћена као израз за продукт лисергинске киселине познат као ЛСД.

## Значајни извођачи
- Битлси
- Џенис Џоплин
- Blue Cheer
- Grateful Dead
- Jefferson Airplane
- Џими Хендрикс
- New Riders of the Purple Sage